# Hexatoma (Eriocera) opulenta
Hexatoma (Eriocera) opulenta is een tweevleugelige uit de familie steltmuggen (Limoniidae). De soort komt voor in het Neotropisch gebied.